# C/1969 Y1 (Bennett)
C/1969 Y1 (Bennett) ist ein Komet, der im Jahr 1970 mit dem bloßen Auge gesehen werden konnte. Er wird aufgrund seiner außerordentlichen Helligkeit zu den „Großen Kometen“ gezählt. Er war der zweite Komet, welcher auch von erdumkreisenden Satelliten aus beobachtet wurde.

## Entdeckung und Beobachtung
Der Komet wurde am Abend des 28. Dezember 1969 von dem südafrikanischen Amateurastronomen John C. Bennett mit einem 125-mm-Refraktor in Pretoria entdeckt. Die Entdeckung erfolgte nur 15 Minuten nach Aufnahme seines regelmäßigen Kometen-Suchprogramms, das er seit vielen Jahren durchführte und in dessen Verlauf er während der vergangenen drei Jahre schon über 333 Stunden vergeblich gesucht hatte. Bennett schätzte die Helligkeit des Kometen zu 8,5 mag und beschrieb ihn als klein, diffus und ohne erkennbaren Schweif. Er meldete seine Entdeckung den offiziellen Stellen und konnte seine Beobachtung des Kometen am folgenden Abend wiederholen. Zum Zeitpunkt seiner Entdeckung war der Komet noch etwa 2,1 AE von der Sonne und 1,8 AE von der Erde entfernt.
Weitere unabhängige Entdeckungen erfolgten in Südafrika und Australien an den folgenden Tagen. In den ersten Januartagen 1970 wurde der Komet von vielen Beobachtern auf der Südhalbkugel beobachtet, während sich seine Helligkeit zunächst nur wenig änderte. Ende Januar hatte sie etwa 7 mag erreicht und erstmals konnte ein Schweif von 1° Länge festgestellt werden. Bis Ende Februar konnte der Komet auch mit bloßem Auge beobachtet werden, der Schweif hatte 5° Länge erreicht.
Im März nahm seine Helligkeit rapide zu und er konnte auch erstmals von Beobachtern in südlichen Regionen der Nordhalbkugel am Morgenhimmel gesehen werden. Bis Mitte des Monats erreichte die Helligkeit Werte um 0 mag und die Länge des Schweifs 10°, der geschwungen war mit vielen fadenförmigen Strukturen und ungewöhnlich viel Staub. Am 22. März erreichte der Komet für Beobachter auf der Erde die größte Annäherung an die Sonne und im Verlauf weniger Tage endete seine Sichtbarkeit für Beobachter auf der Südhalbkugel, während er in den Nordhimmel wechselte. Seine Helligkeit nahm nun langsam wieder ab. Die Form und Gestalt des Schweifs änderte sich dabei von Nacht zu Nacht, er zeigte fächerförmige Strahlen und auch ein Gegenschweif konnte beobachtet werden. Gegen Ende des Monats war der Komet ein zirkumpolares Objekt und damit die ganze Nacht sichtbar, die Helligkeit lag noch bei 1,5 mag, während die Länge des Gasschweifs 10° und die des Staubschweifs wenigstens 20° betrug.
Obwohl der Komet weiter an Helligkeit verlor, wurden die größten Schweiflängen von über 20° noch in der ersten Aprilhälfte beobachtet. Sowohl der Gasschweif als auch der Staubschweif zeigten rasche Veränderungen, Knicke und Verdichtungen. Die letzten Beobachtungen mit bloßem Auge erfolgten im Mai, bis zum Ende des Monats war die Helligkeit auf 7 mag gesunken und die Schweiflänge hatte sich auf 2,5° verringert.
Ab August war kein Schweif mehr sichtbar und die Helligkeit lag Mitte September noch bei etwa 11–12 mag und war bis Mitte November auf etwa 13 mag gefallen. Die letzte photographische Beobachtung erfolgte am 27. Februar 1971 durch Elizabeth Roemer an der Catalina Station in Arizona. Ein Versuch, den Kometen Ende Juni noch einmal aufzufinden, blieb erfolglos.
Der Komet erreichte eine maximale Helligkeit von 0,5 mag und war damit der siebthellste Komet seit 1935.

## Wissenschaftliche Auswertung
Schon bald nachdem die ersten Bahnelemente berechnet werden konnten, wurde vermutet, dass der Komet „ein helles Objekt für die Beobachtung mit dem bloßen Auge“ werden würde. Es zeigte sich, dass er drei günstige Eigenschaften in sich vereinte, die ihn zu einem außergewöhnlichen Kometen für die Beobachtung machten: Eine geringe Periheldistanz zur Sonne, eine geringe Entfernung zur Erde und eine große Helligkeit. Es wurden daher zahlreiche Forschungsprojekte initiiert, so dass der Komet Bennett zum meist photographierten und gründlichst erforschten Kometen zur Zeit seiner Erscheinung wurde.

### Ultraviolett
Einige Jahre zuvor war vermutet worden, dass Kometen von einer Gashülle aus Wasserstoff umgeben sind, die durch Beobachtungen im ultravioletten Licht der Lyman-α-Linie bei 121,5 nm nachgewiesen werden könnte. Vom Erdboden ist diese Beobachtung allerdings nicht möglich, da das ultraviolette Licht nicht die Atmosphäre durchdringt. Die erste Beobachtung eines Kometen im Ultravioletten gelang im Januar 1970, als das Orbiting Astronomical Observatory (OAO-2) das Spektrum des Kometen C/1969 T1 (Tago-Sato-Kosaka) aufnahm und die vorhergesagte Gashülle nachwies. Als ab Februar desselben Jahres der Komet Bennett eine günstige Beobachtungsposition für eine Beobachtung aus dem All erreichte, wurde er aufgrund dieser Entdeckung von Mitte März bis Mitte April ebenfalls mit OAO-2 systematisch beobachtet, um die zeitliche und räumliche Veränderung der Kometenkoma zu verfolgen. Neben der Lyman-α-Linie konnten dabei auch die Emissionslinien von OH, NH und CN gemessen werden.
Aus den mit OAO-2 erhaltenen photometrischen Daten konnte die Produktionsrate von OH und Wasserstoff sowie deren Abhängigkeit vom Sonnenabstand des Kometen abgeleitet werden. Die Ergebnisse bestätigten die Annahme, dass die Gasproduktion von Kometen bei kleinen Sonnenabständen durch das Verdampfen von Wasser aus dem Kern bestimmt wird. Der gesamte Verlust an Wasser während seiner Passage des inneren Sonnensystems wurde zu etwa 200 Mio. t abgeschätzt.
Am 1. und 2. April wurde der Komet auch erstmals durch das Orbiting Geophysical Observatory (OGO-5) beobachtet. Dabei konnten mit einem empfindlicheren Photometer als bei OAO-2 die Emissionen von Wasserstoffatomen bis zu einem Abstand von mehreren Mio. km vom Kometenkern nachgewiesen werden. Aus den Messungen konnte die Masse dieses Wasserstoffs zu etwa 2 Mio. t abgeleitet werden. Nach diesen ersten erfolgreichen Messungen wurde entschieden, den Kometen weiter mit den Instrumenten an Bord von OGO-5 zu beobachten und so wurden bis zum 30. April insgesamt zwölf Intensitätskarten der Lyman-α-Emission des Kometen erhalten. Die Karten zeigen die Entwicklung der Wasserstoffhülle im Verlaufe eines Monats. Am 1. April, als der Komet einen Abstand von etwa 0,6 AE zur Sonne hatte, hatte die Wasserstoffhülle eine Ausdehnung von 20 Mio. km × 15 Mio. km, danach wurde sie langsam kleiner. Die abgeleitete Produktionsrate von Wasserstoffatomen war vergleichbar mit dem Wert, der aus den OAO-2-Beobachtungen erhalten wurde. In weiteren Untersuchungen wurde dann noch versucht, die Messergebnisse mit größerer Übereinstimmung theoretisch zu unterlegen und verfeinerte Modelle für die Entstehung der Wasserstoffhüllen zu geben.

### Sichtbares Licht
Am Goddard Space Flight Center in Maryland wurden vom 28. März bis 18. April 1970 Aufnahmen des Kometen mit Interferenzfiltern bei verschiedenen Wellenlängen im violetten, blauen, grünen und gelben Bereich des Spektrums gemacht. Es wurden damit insbesondere die Emissionslinien von CN, C2, CO+ und Na ausgewertet. Aus diesen und weiteren Aufnahmen, die am 8. und 9. April an der Hamburger Sternwarte im weißen Licht gemacht worden waren, wurden Karten der Koma des Kometen mit Linien gleicher Helligkeit (Isophoten) bis zu einer Entfernung von 150.000 km vom Kern erstellt. Ähnliche Untersuchungen wurden auch vom 31. März bis zum 27. April am Hume Cronyn Memorial Observatory der University of Western Ontario in Kanada durchgeführt. Auch dort wurden Aufnahmen des Kometen mit Interferenzfiltern bei verschiedenen Wellenlängen im violetten, blauen und grünen Bereich des Spektrums gemacht. Es wurden damit insbesondere die Emissionslinien von CN und C2 gemessen und deren Intensitätsverläufe in paralleler und rechtwinkliger Richtung zum Kometenschweif ausgewertet und in Form von Isophoten dargestellt.
Vom 30. März bis 7. Mai 1970 wurden an der Sternwarte der University of Toledo in Ohio spektrographische Untersuchungen des Kometen vorgenommen. Es wurden auf diese Weise Helligkeitsprofile der Emissionslinien von C2 und CN bis zu Entfernungen von 100.000 km vom Kern des Kometen gewonnen. Aus Aufnahmen vom 18. April wurde auch ein Helligkeitsprofil der „verbotenen“ Emissionslinie des Sauerstoff-Atoms bei 630 nm erstellt. Es wurde vermutet, dass diese Atome aus dem Zerfall von CO2 herrühren und dass beim Kometen Bennett CO2 in größerer Menge als Wasser vorkam. Die gleichen Aufnahmen dienten auch zur Erstellung eines Helligkeitsprofils des H2O+-Ions bis zu Entfernungen von etwa 100.000 km vom Kern und einer Bestimmung dessen Produktionsrate. Durch eine verbesserte Aufbereitung der Daten konnten die Ergebnisse später noch revidiert werden. Dennoch bleibt der genaue Entstehungsprozess der Radikale in der Koma des Kometen unklar, da z. B. die Menge des OH-Radikals nicht allein aus dem Zerfall von aus dem Kern ausdampfendem Wasser erklärt werden kann.
Vom 7. bis 18. März wurden am Cerro Tololo Inter-American Observatory in Chile Aufnahmen des Kometen gemacht, bei denen der Kometenschweif keine auffälligen Störungen zeigte, es konnten nur ausgeprägte seitliche Strahlen beobachtet werden. Dies deutet darauf hin, dass in diesem Zeitraum relativ ruhige Interaktionen zwischen dem Sonnenwind und den damit verbundenen Magnetfeldern und dem Kometen abliefen.
Aufnahmen, die von Ende März bis Ende Mai am Osservatorio Astrofisico di Asiago in Italien gemacht wurden, konnten hinsichtlich der Verteilung von Gas und Staub im Schweif des Kometen Bennett ausgewertet werden. Am 3./4. April konnte beobachtet werden, dass der Gasschweif des Kometen von der Koma abgerissen war. Spektren der neutralen Gashülle zeigten die Emissionslinien von CN, C2, C3, CH, NH2 und Na. Der Gasschweif zeigte eine täglich schwankende Intensität und Struktur, was auf eine sehr unregelmäßige Produktion von CO+ hindeutete. Insbesondere wurde auch versucht, einen auffälligen Knick, der am 4. April im Gasschweif des Kometen beobachtet wurde, mit gleichzeitigen Messungen der Sonnenaktivität und des Sonnenwinds zu korrelieren. Dazu wurden Messdaten herangezogen, die um die gleiche Zeit von den Raumsonden OGO-5, Vela 5, HEOS-1 und Pioneer 8, sowie durch das von Apollo 12 auf der Mondoberfläche installierte ALSEP-Experiment geliefert wurden. In einer ersten Untersuchung wurden keine Ereignisse in der gemessenen Dynamik des Sonnenwinds gefunden, die die Deformationen des Kometenschweifs erklären könnten. Eine weitere Untersuchung kam jedoch zu dem Schluss, dass erstens die in der Nähe der Erde gemessene Dynamik des Sonnenwinds sich wahrscheinlich von derjenigen in der Nähe des Kometen unterschied, und zweitens die Überwachung des Sonnenwinds örtlich und zeitlich lückenhaft war, so dass die Deformationen des Kometenschweifs wohl dennoch auf Ereignisse im Sonnenwind zurückgeführt werden können.
Drei Aufnahmen des Kometen im roten Licht, die vom 5. bis 8. Mai an der Thüringer Landessternwarte Tautenburg gemacht wurden, als die Erde sich nahezu in der Bahnebene des Kometen befand, zeigten zwei anomale Strukturen im Schweif des Kometen: Eine strahlenförmige Struktur und eine kurze, sonnenwärts gerichtete Spitze, die wahrscheinlich durch den Staub des Kometen hervorgerufen wurden. Die spätere Auswertung dieser Beobachtungen lieferte einen Beleg für die erst im Jahr 1977 theoretisch hergeleitete Besonderheit einer „Nackenlinien-Struktur“ (NLS) im Staubschweif eines Kometen.

### Infrarot
Beobachtungen der Helligkeitsentwicklung des Kometen im Infraroten erfolgten Ende März bis Mitte April 1970 am Lunar and Planetary Laboratory in Arizona. Darüber hinaus gelangen am 31. März 1970 Beobachtungen mit einem Infrarot-Teleskop an Bord eines Learjet.
Am 4. April 1970 wurde der Komet Bennett am O’Brien Observatory der University of Minnesota im Nahen und Mittleren Infrarot bei 2–20 µm Wellenlänge photometrisch vermessen. Dabei konnte neben dem Kontinuum eines Schwarzen Körpers von etwa 500 K bei kurzen Wellenlängen auch bei 10 µm eine Emissionslinie festgestellt werden, die auf Silikatkörner im Staub des Kometen zurückgeführt wurde. Das Messergebnis konnte durch eine weitere Messung am 21. April am Kitt-Peak-Nationalobservatorium in Arizona bestätigt werden.

### Mikrowellen
Mit dem Radioteleskop des Green-Bank-Observatoriums in West Virginia wurde an sechs Tagen Mitte März 1970 versucht, die Emission von Formaldehyd bei 4,83 GHz zu detektieren. Ebenso wurde mit dem Radioteleskop des United States Naval Research Laboratory in Maryland an vier Tagen Ende März 1970 versucht, die Emission von Wassermolekülen bei 22,2 GHz zu detektieren. In beiden Fällen konnten keine solche Emissionen nachgewiesen werden.

### Sonstiges
Der Komet Bennett war auch auf das Beobachtungsprogramm der Astronauten an Bord von Apollo 13 gesetzt worden. Nachdem der Komet bereits am 13. April 1970 photographiert werden konnte, sollte er nach Abschluss ihrer täglichen Fernsehübertragung auch am 14. April noch einmal aufgenommen werden. Während des Manövers, mit dem das Raumschiff für diese Aufnahmen ausgerichtet werden sollte, explodierte einer der Sauerstofftanks und die sich anschließenden Rettungsmaßnahmen verhinderten alle weiteren wissenschaftlichen Programme.
Delsemme und Rud versuchten 1973 erstmals aus Helligkeitsmessungen während großer Abstände von der Sonne und der beobachteten Gasproduktion bei geringen Sonnenabständen den Radius und die Albedo von mehreren Kometen zu ermitteln, darunter auch der Komet Bennett. Unter den Annahmen, dass der Kometenkern im Wesentlichen aus Eis besteht und die ganze Oberfläche vollständig mit Schnee bedeckt ist, der bei Annäherung an die Sonne sublimiert, konnte eine Albedo von etwa 0,66 für den Kometenkern abgeleitet werden. Dieser Wert liegt wesentlich höher als die Werte, die später für Kometenoberflächen gefunden wurden, was vermutlich an unzulässigen Annahmen und fehlerhaften Messungen der Kometenhelligkeiten lag. Dennoch war ihre Berechnungsmethode wegweisend für spätere Forschungen.
Bereits 1973 hatten Marsden, Sekanina und Yeomans gezeigt, dass die Bahn des Kometen am besten beschrieben werden kann, wenn außer den gravitativen auch nicht-gravitative Kräfte bei der Berechnung berücksichtigt werden. Für die ursprüngliche Bahn des Kometen vor der Annäherung an das innere Sonnensystem ermittelten sie eine Ellipse mit einem Wert für die Große Halbachse von etwa 135 AE. In einer weiteren Untersuchung von 1978 gaben Marsden, Sekanina und Everhart dann neue Werte für die ursprüngliche und die zukünftige Große Halbachse an. Allerdings berücksichtigte diese Berechnung wieder nur gravitative Kräfte. Sie fanden für die ursprüngliche Bahn einen Wert von etwa 136 AE und für die zukünftige Bahn einen von etwa 140 AE.
In einer neueren Untersuchung konnte M. Królikowska 2004 aus 548 Beobachtungen über einen Zeitraum von etwa 10 Monaten zwei Sätze von Bahnelementen bestimmen, und zwar einmal unter alleiniger Berücksichtigung von gravitativen Effekten und dann auch unter Berücksichtigung nicht-gravitativer Effekte. Diese Untersuchung zeigte ähnliche Ergebnisse wie die von Marsden, Sekanina und Everhart.

## Umlaufbahn
Begünstigt durch die gegenseitigen Positionen von Komet und Erde (Elongation immer größer 32°) konnte er von seiner Entdeckung am Südhimmel bis zu seinen Sichtungen Mitte September 1970 in der Nähe des Himmelsnordpols durchgehend beobachtet werden. Für den Kometen konnte somit aus 529 Beobachtungsdaten über einen Zeitraum von etwa 10 Monaten eine elliptische Umlaufbahn bestimmt werden, die um etwa 90° gegen die Ekliptik geneigt ist. Die Bahnebene des Kometen verläuft damit senkrecht zu denen der Planeten. Im sonnennächsten Punkt der Bahn (Perihel), den der Komet  am 20. März 1970 durchlaufen hat, befand er sich mit einem Abstand von etwa 80,4 Mio. Kilometer etwas weiter von der Sonne als der innerste Planet Merkur. Am 26. März kam er der Erde bis auf etwa 103,0 Mio. km (0,69 AE) nahe. Nennenswerte Annäherungen an die anderen kleinen Planeten fanden nicht statt.
Nach den Bahnelementen der JPL Small-Body Database und ohne Berücksichtigung nicht-gravitativer Kräfte hatte seine Bahn einige Zeit vor der Passage des inneren Sonnensystems eine Exzentrizität von etwa 0,99607 und eine Große Halbachse von etwa 136,7 AE, so dass seine Umlaufzeit bei 1597 Jahren lag. Der Komet könnte somit zuletzt in der Antike um das Jahr 373 (Unsicherheit ±2 Jahre) erschienen sein.
Durch die Anziehungskraft der Planeten, insbesondere durch Vorbeigänge am Saturn am 24. August 1968 in knapp 5 ¼ AE und am 2. November 1971 in knapp 6 ¼ AE Abstand sowie am Jupiter am 23. März 1970 in knapp 5 AE Distanz, wurde die Bahnexzentrizität geringfügig auf etwa 0,99617 und die Große Halbachse auf etwa 140,3 AE vergrößert, so dass sich seine Umlaufzeit auf etwa 1662 Jahre erhöht. Wenn er um das Jahr 2800 den sonnenfernsten Punkt (Aphel) seiner Bahn erreicht, wird er 41,9 Mrd. km von der Sonne entfernt sein, etwa 280-mal so weit wie die Erde und über 9-mal so weit wie Neptun. Seine Bahngeschwindigkeit im Aphel beträgt nur 0,11 km/s. Der nächste Periheldurchgang des Kometen wird voraussichtlich um das Jahr 3631 (Unsicherheit ±2 a) stattfinden.
In einer Untersuchung von I. Hasegawa wurde der Komet Bennett als Kandidat für eine mögliche Übereinstimmung mit einem in China und Europa beobachteten Kometen vom September 363 angegeben, allerdings ließ sich diese Annahme nicht konkret bestätigen. Alexandre Guy Pingré verzeichnet in seiner Cométographie auch einen Kometen, der Anfang 374 in China beobachtet wurde.